# ۶۷ (میلادی)
۶۷ (میلادی) شصت و هفتمین سال تقویم میلادی است.

## رویدادها
بر اساس مکان
امپراتوری روم
- گایوس جولیوس ویندکس شورش می‌کند، اولین شورش از سری شورش‌هایی که منجر به سقوط نرون شد.[۱]
- گایوس لیسینیوس موسیانوس جایگزین گایوس سستیوس گالوس به عنوان فرماندار سوریه شد.
- جنگ اول یهود و روم: وسپاسیان به همراه لژیون دهم فرتنسیس و لژیون پنجم مقدونیه برای سرکوب شورش به بطلمیوس در فنیقیه می‌رسد.[۲]
- وسپاسیان به پسرش تیتوس می‌پیوندد و لژیون پانزدهم آپولیناریس را از اسکندریه می‌آورد. تا اواخر بهار، تعداد سربازان ارتش روم به بیش از ۶۰۰۰۰ نفر می‌رسید، از جمله نیروهای کمکی و سپاهیان پادشاه هیرود آگریپای دوم.[۳]
- رهبران یهودی در اورشلیم به دلیل مبارزه قدرت دچار اختلاف نظر شدند و جنگ داخلی وحشیانه‌ای درگرفت. زیلوت‌ها و سیکاری‌ها هر کسی را که سعی در ترک شهر داشت، اعدام کردند.
- محاصره یودفات: ۴۰،۰۰۰ نفر از ساکنان یهودی آن قتل عام شدند. مورخ، یوسفوس، رهبر شورشیان جلیل، توسط رومی‌ها اسیر شد. وسپاسیان بر اثر تیری که از دیوار شهر شلیک شد، از ناحیه پا مجروح شد.[۴]
- قلعه یهودی گملا در جولان به دست رومی‌ها افتاد و ساکنان آن قتل عام شدند.
- نرون به یونان سفر می‌کند و در بازی‌های المپیک و دیگر جشنواره‌ها شرکت می‌کند.
- نرون، که به موفقیت گنائوس دومیتیوس کوربولو در ارمنستان حسادت می‌کرد، دستور داد او را به قتل برسانند. کوربولو به معنای واقعی کلمه «با شمشیر خود به زمین می‌افتد».

بر اساس موضوع
دین
- لینوس به عنوان دومین اسقف رم، جانشین پطرس شد.

## زادگان
- میونگنیم داپ-بو، نخست وزیر کره (متوفی 179)

- پوبلیوس یوونتیوس سلسوس، کنسول روم (متوفی 130)

## درگذشتگان
- ۲۹ ژوئن – پطرس، کشیش سوری

- سستیوس گالوس، سیاستمدار و فرماندار رومی

- گنائوس دومیتیوس کوربولو، ژنرال رومی (پ.س. 7 پس از میلاد)

- لوسیوس دومیتیوس پاریس، آزاده رومی و بازیگر

- پوبلیوس روفوس آنتیوس، سیاستمدار رومی

- پوبلیوس سولپیسیوس اسکریبونیوس، سیاستمدار رومی